# Poligny (Altos-Alpes)
Poligny é uma comuna francesa na região administrativa da Provença-Alpes-Costa Azul, no departamento de Altos-Alpes. Estende-se por uma área de 13,81 km². Em 2010 a comuna tinha 326 habitantes (densidade: 23,6 hab./km²).